# Winter Music Conference
Vous pouvez aider à l'améliorer ou bien discuter des problèmes sur sa page de discussion.
- Il ne cite pas suffisamment ses sources. Vous pouvez indiquer les passages à sourcer avec {{référence nécessaire}} ou {{Référence souhaitée}}, et inclure les références utiles en les liant aux notes de bas de page. (Marqué depuis janvier 2025)
- Il est à actualiser. Certains passages sont obsolètes ou annoncent des événements désormais passés. (Marqué depuis janvier 2025)

- Archive Wikiwix
- Bing
- Cairn
- DuckDuckGo
- E. Universalis
- Gallica
- Google
- G. Books
- G. News
- G. Scholar
- Persée
- Qwant
- (zh) Baidu
- (ru) Yandex
- (wd) trouver des œuvres sur Wikidata

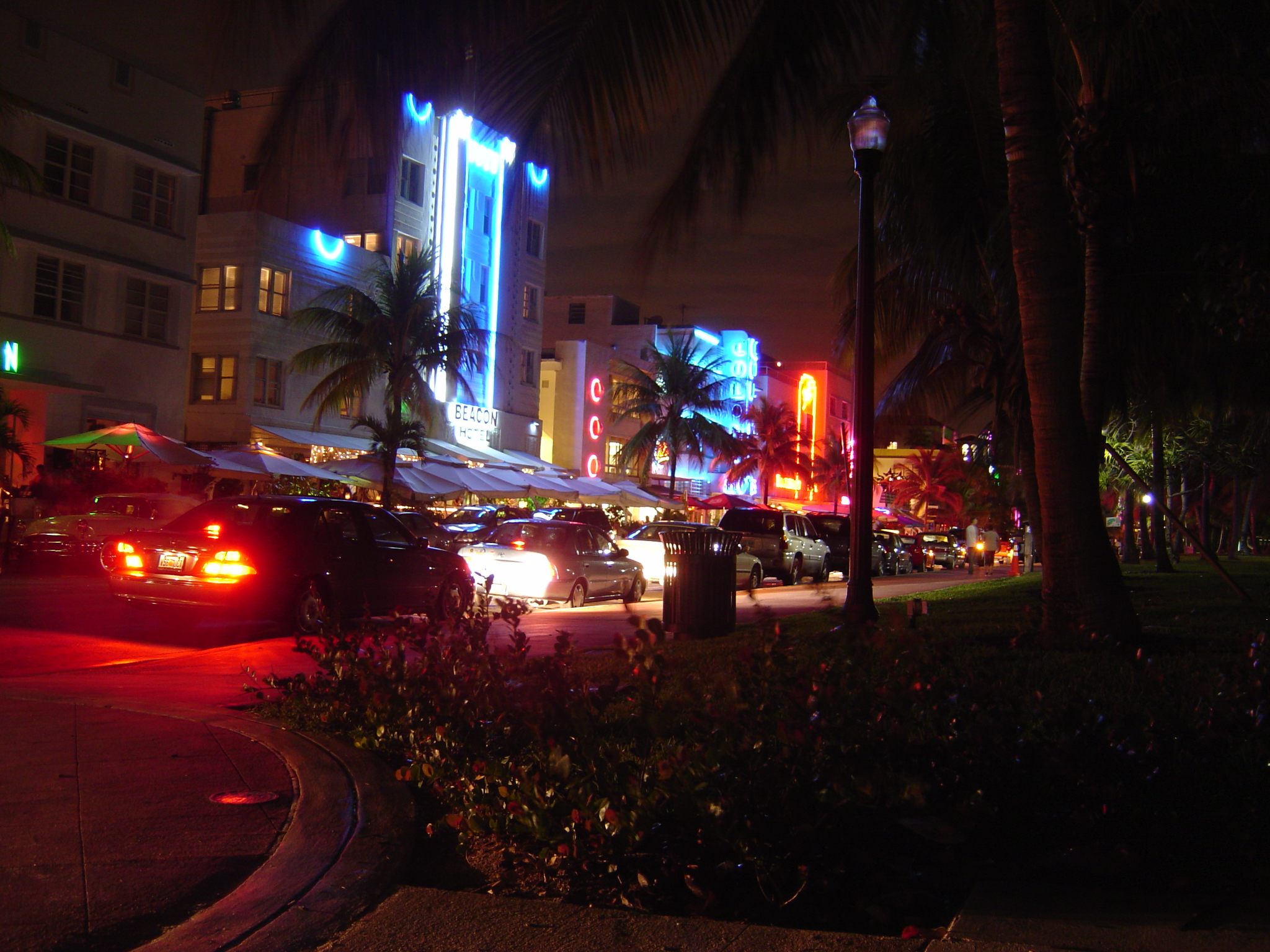
La Winter Music Conference a lieu dans plusieurs hôtels et boîtes de nuit de Miami

La Winter Music Conference est une conférence annuelle de DJ internationaux se tenant à Miami aux États-Unis. La WMC est la conférence annuelle des meilleurs DJ du monde.
Cet événement se tient dans plusieurs boîtes et hôtels de Miami. DJ, artistes, producteurs, managers et même clubbeurs se donnent rendez-vous lors de cet événement. De nombreux bars, restaurants et autres pubs prévoient des animations spéciales à l'occasion de la manifestation, qui réunit des professionnels venant de 62 pays du monde[réf. nécessaire]. 
La presse du monde entier est présente. Le but premier est de montrer en avant-première les tendances de la scène musicale dance.
En 2008, le titre qui a été le plus joué à la Winter Music Conference est le titre Pjanoo de Eric Prydz qui a eu un impact sur les charts du monde entier. En 2009, le titre When Love Takes Over de David Guetta & Kelly Rowland y a été révélé en avant-première avant sa sortie mondiale.
En 2012 elle se tient du 16 au 25 mars 2012.
Les International Dance Music Awards sont remis lors de cet événement.